# 怪獸大戰外星人
《怪獸大戰外星人》（英語：Monsters vs. Aliens）是一部於2009年上映的美國電腦動畫3D電影，由康瑞德·弗寧（Conrad Vernon）和勞勃·賴特曼（Rob Letterman）共同執導，夢工場动画出品，派拉蒙影業發行，是梦工场动画首部採用3D製作的電腦動畫電影，劇組曾為此增加了1500萬美元左右的預算並適度調整票價，使得本片預算高達一億七千五百萬美金；夢工廠動畫執行長卡森伯格認為：「觀眾會願意為了絕佳的體驗多付點錢」。電影排定在2009年3月27日於北美首映，台灣則在4月3日上映。
為慶祝萬聖節，夢工廠动画製作了一回的電視動畫《怪獸大戰外星人：來自外太空的變異南瓜》，在同年10月28日播出。而在2011年夢工廠再製作了一回的電視動畫《怪獸大戰外星人外傳：活死人蘿蔔之夜》。此外還在尼克兒童頻道上演26集電視影集《怪獸大戰外星人》。

## 劇情
女孩蘇珊墨菲（Susan Murphy，瑞絲·薇斯朋）結婚當天被太空隕石擊中，身體突變成十五公尺高的女巨人。軍方抵達現場立即捉捕，並被視為怪獸改名為「超女蜜卡」（Ginormica），送至高度機密的軍方秘密基地，與其他怪獸囚禁在一起：沒有大腦，無固定型體的擬膠液態怪獸「B.O.B.」（塞斯·羅根）；蟑螂外表具高度智慧的瘋狂科學家「小強博士」（Cockroach, Ph.D.，休·羅利）；海陸雙棲的半人猿半魚類「失落怪」（the Missing Link，威爾·阿奈特）；以及輻射突變的巨大幼蟲「蟲恐龍」（Insectosaurus），這群怪獸被囚禁與外面世界隔絕將近50年。當一個外星人銀河煞星（Gallaxhar，雷恩·威爾遜）尋找遺落在地球的量子素，而展開攻擊，發現量子素就在蘇珊體內。美國總統（史蒂芬·寇柏特）發布緊急通告，指派猛哥將軍（基佛·蘇德蘭）找來這群怪獸雜牌軍應戰外星人，拯救地球毀滅。

## 角色

### 怪獸
| 配音        | 配音   | 配音   | 角色                                         |
| 美國        | 台灣   | 香港   | 角色                                         |
| ----------- | ------ | ------ | -------------------------------------------- |
| 瑞絲·薇斯朋 | 張鈞甯 | 陳慧琳 | 蘇珊·墨菲/超女蜜卡（Susan Murphy/Ginormica） |
| 塞斯·羅根   | 張雁名 | 陳偉霆 | B.O.B.                                       |
| 休·羅利     | 符爽   | 羅偉傑 | 小強博士（Dr. Cockroach, PhD）               |
| 威爾·阿奈特 | 劉傑   | 陳旭明 | 失落怪（The Missing Link）                   |
| 康瑞德·弗寧 |        |        | 蟲恐龍（Butterflysaurus/Insectosaurus）      |

外星人
| 配音        | 配音   | 配音   | 角色                  |
| 美國        | 台灣   | 香港   | 角色                  |
| ----------- | ------ | ------ | --------------------- |
| 雷恩·威爾森 | 袁光麟 | 高翰文 | 銀河煞星（Gallaxhar） |
| 艾米·波勒   |        |        | 電腦（Computer）      |

人類
| 配音            | 配音   | 配音   | 角色                             |
| 美國            | 台灣   | 香港   | 角色                             |
| --------------- | ------ | ------ | -------------------------------- |
| 史蒂芬·寇柏特   | 李世揚 | 葉偉麟 | 海瑟威總統（President Hathaway） |
| 基佛·蘇德蘭     | 李香生 | 鍾鎮濤 | 猛哥將軍（General WR Monger）    |
| 保羅·路德       | 郭如舜 | 辛偉強 | 德瑞克（Derek Dietl）            |
| 傑弗利·坦鮑     |        |        | 卡爾·墨菲（Carl Murphy）         |
| 茱莉·懷特       | 汪世瑋 |        | 溫蒂·墨菲（Wendy Murphy）        |
| 芮妮·齊薇格     |        |        | 凱蒂（Katie）                    |
| 約翰·卡拉辛斯基 |        |        | 卡斯伯特（Cuthbert）             |
| 艾德·赫姆斯     |        |        | 新聞記者（News Reporter）        |

## 內容

### 角色起源
角色設定多來自50-60年代的怪獸電影。
- 蘇珊墨菲「超女蜜卡」－《絕地50呎女巨人》（Attack of the 50 Foot Woman，1958）。該片女主角是因接觸外星人而巨大化，而後也用強大力量對付自私與負心的丈夫。
- 失落怪－《黑湖妖潭》（Creature from the Black Lagoon，1954），50至60年代的B級恐怖片，亦是3D電影。
- 小強博士－《變蠅人》（The Fly，1958），由蒼蠅改編為蟑螂。
- BOB－《幽浮魔點》（又譯變形怪體，The Blob，1958），四處吞噬溶解人的果凍怪。
- 蟲恐龍－蛻變為蝴蝶仿自電影《摩斯拉》（Mosura，1961）。

### 嘲諷電影
- 《The Amazing Colossal Man》 （1957）

蘇珊遭軍隊巨大注射器製伏橋段。該片中巨人是核能意外所導致。
- 《奇愛博士》 （Dr. Strangelove，1964）

總統商討作戰會議場景取自於此。史丹利·庫柏力克經典作之一。
- 《怪獸總進擊》 （1968）

銀河煞星指使複製人"Destroy All Monsters!!!" 橋段。
- 《教父》 （The Godfather，1972）

銀河煞星說侵略地球is just business, not personal。嘲諷自《教父》Tom Hagen:This is business not personal。
- 《第三類接觸 (電影)》 （Close Encounters of the Third Kind，1977）

總統與外星人交流所彈的旋律，源自電影中神秘的五個音符。
- 《番茄殺手》 （Attack of the Killer Tomatoes!，1978）

BOB造成緣起，番茄基因改造工程失敗。
- 《ET外星人》 （ET: The Extra-Terrestrial，1982）

導彈上貼著 "E.T. Go Home"。總統與外星機器人手指接觸橋段。
- 《比佛利山超級警探》 （Beverly Hills Cop，1984）

總統彈的第二首旋律，來自該電影的主題曲「Axel F」。
- 《星際歪傳》 （Spaceballs，1987）

銀河煞星咒罵 "Spaceballs"。
- 《ID4星際終結者》 （Independence Day，1996）

一人提到下載病毒到飛碟來阻擋外星人攻擊。
- 《不願面對的真相》 （An Inconvenient Truth，2006）

## 評價
電影評論網站爛番茄，根據209篇評論中有72%的影評家給予正面的評價，平均分數10分得到6.5分。而Metacritic網站35篇的影評中，平均分數100分獲得56分。
電影當週4104家戲院廳數共開出5820萬美元的票房佳績，榮登當週票房冠軍。總計至今，IMAX影院部分預估進帳520萬美元，僅次於2008年的《黑暗騎士》和2009年的《守護者》，成為第三部IMAX系列賣座票房電影。
| 上一届： 《末日預言》 | 2009年全美週末票房冠軍 3月29日 | 下一届： 《玩命關頭4》 |

## 外部連結
- 官方網站（英文）
- 電影預告 （页面存档备份，存于）（英文）
- 大卡通資料庫上《怪獸大戰外星人》的資料（英文）

- 互联网电影数据库（IMDb）上《怪獸大戰外星人》的资料（英文）
- 豆瓣电影上《怪獸大戰外星人》的資料 （简体中文）
- AllMovie上《怪獸大戰外星人》的资料（英文）
- Metacritic上《怪獸大戰外星人》的資料（英文）
- 爛番茄上《怪獸大戰外星人》的資料（英文）
- Box Office Mojo上《怪獸大戰外星人》的資料（英文）